# Adam Pieńkiewicz
Adam Mikołaj Pieńkiewicz h. Trąby Odmienne, znany także jako Adam Rustejko Pieńkiewicz (ur. 1811, zm. 26 stycznia 1879 w Kłodawie) – polski lekarz, wydawca, pisarz i poeta romantyczny, tłumacz opowieści i legend ukraińskich.

## Życiorys
Urodził się na Litwie w 1811 roku jako syn Stefana (Szczepana) Pieńkiewicza i Katarzyny z d. Setkiewicz. Najprawdopodobniej około 1820 roku rozpoczął naukę w Liceum Krzemienieckim. W 1837 roku ukończył Akademię Medyko-Chirurgiczną w Wilnie, uzyskując tytuł lekarza III klasy. Tuż po ukończeniu studiów pracował jako lekarz w Wiłkomierzu.
Następnie praktykował jako lekarz i prowadził działalność wydawniczą w Wilnie. Był także znawcą i badaczem folkloru kresowego, zajmował się m.in. przekładem tekstów i legend pochodzących z folkloru ukraińskiego. W 1841 roku został zaproszony przez Ludwika Adama Jucewicza do współpracy przy piśmie „Ofiarnik”.
Najprawdopodobniej od lat 50. XIX wieku przebywał w Mińsku, uczestnicząc w życiu literackim miasta, jego obecność w Mińsku wspomina Słownik geograficzny Królestwa Polskiego. W 1856 roku deklamował swoje utwory podczas „wieczoru owacyjnego” zorganizowanego z okazji wizyty Stanisława Moniuszki i Apolinarego Kątskiego w Mińsku.
Ożenił się z Konstancją Maciejowską, także poetką. W 1872 roku przeniósł się do Kłodawy, gdzie również prowadził praktykę lekarską. Zmarł w Kłodawie jako wdowiec, 26 stycznia 1879 roku po „długiej i ciężkiej chorobie”. Ostatnie lata życia spędził najprawdopodobniej w trudnej sytuacji materialnej.
Został pochowany na cmentarzu w Kłodawie. W marcu 2015 roku staraniem lokalnych działaczy przeprowadzono renowację jego nagrobka.

## Twórczość
Pieńkiewicz był autorem i wydawcą dwóch książek oraz jednego tomu poezji:
- Wybór poezyi z pisarzów Polskich z dodatkiem uwag o celu i duchu prawdziwej poezji (w siedmiu tomach, Wilno, 1836–1837)
- Bojan (Wilno, 1838)
- Pieśni nasze (Wilno, 1848, tom poezji wydany pod pseudonimem Adam herbu Trąb Rustejko)

Wybór poezyi Pieńkiewicza był chwalony przez recenzentów za pracowitość przy odnajdowaniu tekstów, nazywając publikację „pożyteczną i szlachetną” (Tygodnik Petersburski), krytykując jednak umieszczenie obok tekstów znanych poetów tekstów napisanych przez autorów zupełnie nieznanych (recenzja Józefa Zawadzkiego).
Planował także wydanie drugiego tomu Bojana i Pieśni naszych, do czego jednak nie doszło. Nie opublikowano także wielu mniejszych utworów jego autorstwa. W tomie Pieśni nasze zawarł swój program literacki, powstały najprawdopodobniej pod wpływem jego kontaktu z Józefem Korzeniowskim (któremu zadedykował publikację). Według programu Pieńkiewicza poezja powinna pochodzić z serca, a jej celem powinna być moralność, krytykował też twórców, którzy tego celu nie realizowali.
Poza tym był autorem przekładów i wierszy publikowanych m.in. w wileńskim czasopiśmie „Biruta” (np. Wiersz do Jędrzeja Śniadeckiego i piosenkę Piosnka. Wesołość dziewicza) oraz w lwowskim czasopiśmie „Pienia”. W 1860 roku przesłał Joachimowi Lelewelowi jego tom poezji oraz wiersz Tren na śmierć A. Mickiewicza, z prośbą o ich publikację w Belgii lub Francji. Lelewel w liście do Eustachego Januszkiewicza pisał jednak: „Z Rusteykiem też kłopot. Chce być poetą”, a utwory Pieńkiewicza nigdy nie zostały wydane na emigracji. Rękopis trenu jego autorstwa przechowywany jest w Muzeum Adama Mickiewicza w Paryżu.